# LoRa

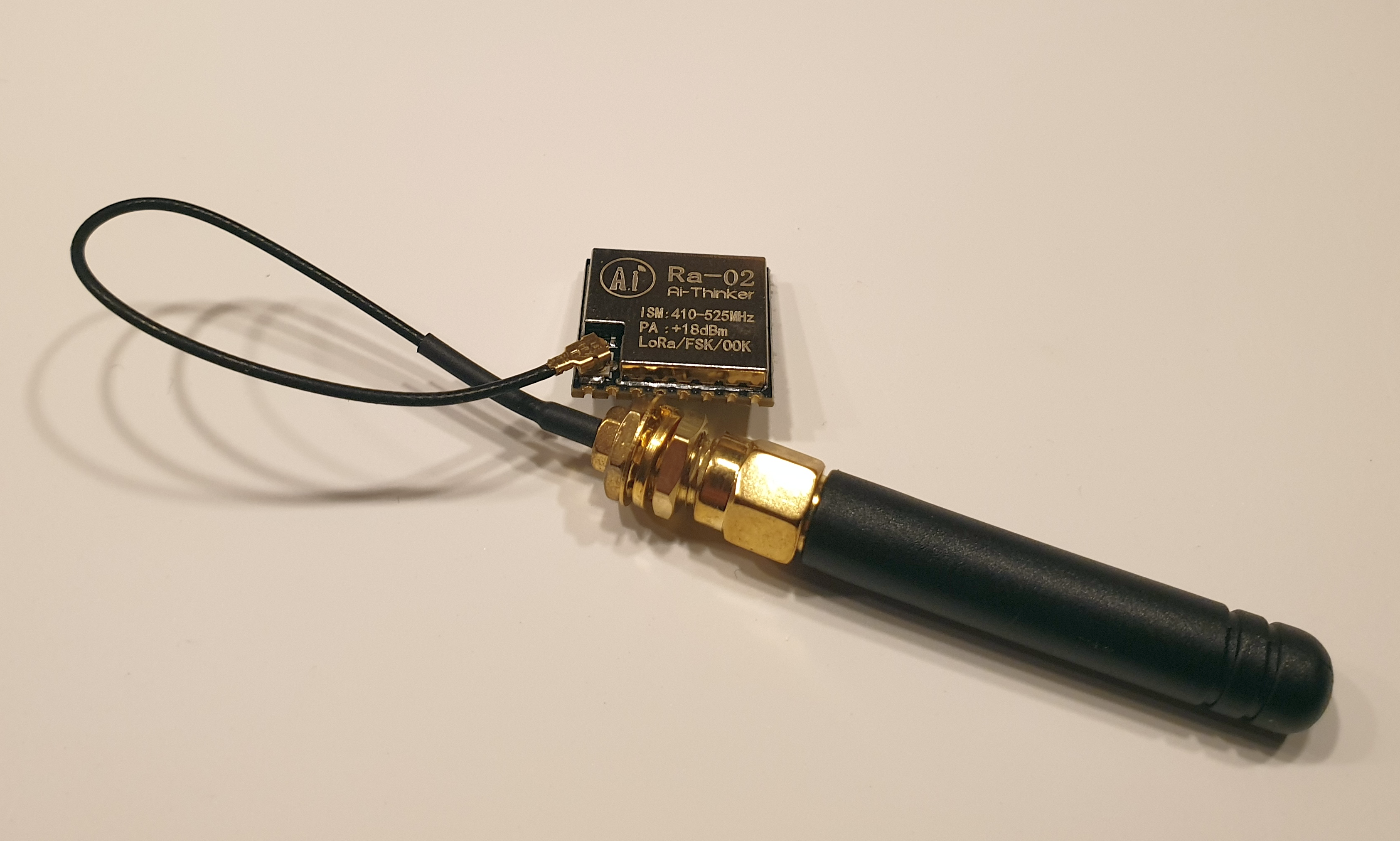
Un modulo Ra-02 con antenna

LoRa (Long Range) è una tecnologia di modulazione di frequenza a spettro espanso derivata dalla tecnologia di Chirp Spread Spectrum (CSS) ed è la prima implementazione a basso costo dello spettro di diffusione chirp per uso commerciale. È stato sviluppato da Cycleo di Grenoble, in Francia, e acquisito da Semtech nel 2012, membro fondatore di LoRa Alliance.
I dispositivi LoRa di Semtech e la tecnologia wireless a radiofrequenza Long Range (tecnologia LoRa) sono un chipset wireless a lungo raggio e bassa potenza che viene utilizzato nell'implementazione di molte reti di dispositivi dell'internet delle cose (IoT) in tutto il mondo. LoRa è un protocollo di comunicazione che compete con altre reti wireless a bassa potenza (LPWAN) come IoT a banda stretta (NB IoT) o LTE Cat M1, SigFox e Ingenu.

## Caratteristiche
LoRa utilizza bande di radiofrequenza sub-gigahertz libere come 433 MHz, 868 MHz (Europa) e 915 MHz (Nord America). LoRa consente trasmissioni a lungo raggio (oltre 10 km nelle zone rurali, 3–5 km in zone fortemente urbanizzate) a basso consumo energetico. Facendo riferimento ai livelli ISO/OSI, la tecnologia è presentata in due parti: LoRa, lo strato fisico e LoRaWAN (Long Range Wide Area Network), gli strati superiori.
Nel gennaio 2018 sono stati annunciati i nuovi chipset LoRa, con consumi energetici ridotti, maggiore potenza di trasmissione e dimensioni ridotte rispetto alle generazioni precedenti.
I dispositivi LoRa dispongono di funzionalità di geolocalizzazione utilizzate per triangolare le posizioni dei dispositivi tramite timestamp dai gateway.
LoRa e LoRaWAN consentono la connettività a lungo raggio per i dispositivi Internet of Things (IoT) in diversi tipi di settori.

## Livello fisico LoRa
Il livello fisico LoRa è proprietario e, pertanto, non esiste documentazione ufficiale disponibile gratuitamente, sebbene Semtech abbia fornito una panoramica della modulazione e di altre specifiche tecniche pertinenti. Tuttavia, diversi ricercatori indipendenti l'hanno analizzato e documentato i loro risultati.
LoRa utilizza una modulazione a spettro espanso proprietaria simile a e derivato della modulazione Chirp Spread Spectrum (CSS). Ciò consente a LoRa di compensare la velocità dei dati per la sensibilità con una larghezza di banda del canale fissa selezionando la quantità di diffusione utilizzata (un parametro radio selezionabile da 7 a 12). Questo fattore di diffusione determina la velocità dei dati e determina la sensibilità di una radio. Inoltre, LoRa utilizza la codifica Forward Error Correction per migliorare la resilienza contro le interferenze. L'elevata gamma di LoRa è caratterizzata da budget di collegamento wireless estremamente elevati, da circa 155 dB a 170 dB.

## LoRaWAN
LoRa definisce soltanto il livello fisico inferiore, non livelli di rete superiori. LoRaWAN è uno dei numerosi protocolli sviluppati per definire gli strati superiori della rete. LoRaWAN è un protocollo di livello MAC (Media Access Control) basato su cloud ma funge principalmente da protocollo di livello di rete per la gestione delle comunicazioni tra gateway LPWAN (Low Power Wide Area Network) e dispositivi end-node come protocollo di routing, gestito da LoRa Alliance. La versione 1.0 della specifica LoRaWAN è stata rilasciata nel giugno 2015.
LoRaWAN definisce il protocollo di comunicazione e l'architettura del sistema per la rete, mentre il livello fisico LoRa permette il collegamento di comunicazione a lungo raggio. LoRaWAN è anche responsabile della gestione delle frequenze di comunicazione, della velocità dei dati e dell'alimentazione per tutti i dispositivi. I dispositivi nella rete sono asincroni e trasmettono quando hanno dati disponibili per l'invio. I dati trasmessi da un dispositivo (detto end-point) vengono ricevuti da più gateway, che inoltrano i pacchetti di dati a un server di rete (o Network Server) centralizzato. Il server di rete filtra i pacchetti duplicati, esegue controlli di sicurezza e gestisce la rete. I dati vengono quindi inoltrati ai server delle applicazioni. La tecnologia mostra un'elevata affidabilità per il carico moderato, tuttavia presenta alcuni problemi di prestazioni relativi all'invio di acknowledgement.

## LoRa Alliance
LoRa Alliance è un'associazione creata nel 2015 per supportare il protocollo LoRaWAN (rete a lungo raggio) e garantire l'interoperabilità di tutti i prodotti e tecnologie LoRaWAN. Questa associazione aperta e senza scopo di lucro ha oltre 500 membri. Alcuni membri di LoRa Alliance sono Cavagna Group, IBM, Actility, MicroChip, Orange, Cisco, KPN, Swisscom, Semtech, A2A Smart City SPA, Bouygues Telecom, Singtel e Proximus. Nel 2018, LoRa Alliance contava oltre 100 operatori di rete LoRaWAN in oltre 100 paesi.
È membro dell'Istituto europeo per le norme di telecomunicazione (ETSI).

## Distribuzioni della tecnologia LoRa
- Localizzazione di persone e cose in Italia
- Monitoraggio delle renne in Finlandia[21]
- Glasgow IoT network[22]
- Reti IoT in Argentina, Brasile ed Estonia[23][24][25]
- Allarmi e rilevamenti di incendio intelligenti[26][27]
- Tracciamento intelligente per il bike sharing[28]
- Indicazioni sugli orari degli autobus intelligenti[29]
- Segnali di uscita intelligenti[30]
- Rete Thai Smart City[31]
- Smart Parking[32]
- Tracciamento intelligente di bestiame[33]
- Comunicazione di catastrofe naturale[34]
- Protezione da bracconaggio del rinoceronte nero[35] e monitoraggio delle tartarughe marine in pericolo[36]
- Previsione del disastro naturale[37]
- Agricoltura del cotone in Australia[38]
- Misurazioni di utilità in India[39]
- Misurazione delle utenze per edifici intelligenti[40]
- Irrigazione autonoma[41] e monitoraggio della salute del suolo[42]
- Comunicazioni spaziali[43]
- Monitoraggio intelligente dell'acqua[44] e monitoraggio dell'acqua per le aziende agricole commerciali[45]
- Implementazione della rete nelle principali città degli Stati Uniti[46]
- Rete cittadina a Calgary, Alberta, Canada[47]
- Rete IoT ad Alba Iulia, Romania[48]